# 托德·卡什丹
托德·巴莱特·卡什丹（Todd Barrett Kashdan），美国心理学家。他是乔治梅森大学心理学教授和幸福实验室主任。他的研究探讨了为何人们会焦虑，尤其是正常焦虑向病态的转化。还研究了幸福的本质，考察了好奇心、人生意义和心理弹性在人类行为中的关键作用。与人合著《设计积极心理学》、《专注、接纳和积极心理学》等专著，并写有《不妥协的艺术》等通俗读物。
卡什丹1996年获康奈尔大学学士学位。在斯托尼布鲁克大学，他与亚瑟·阿隆共同研究何种性格特点更有吸引力。在布法罗大学读博士时，他研究过好奇心对人际关系的影响。